# Musée juif de Bucarest

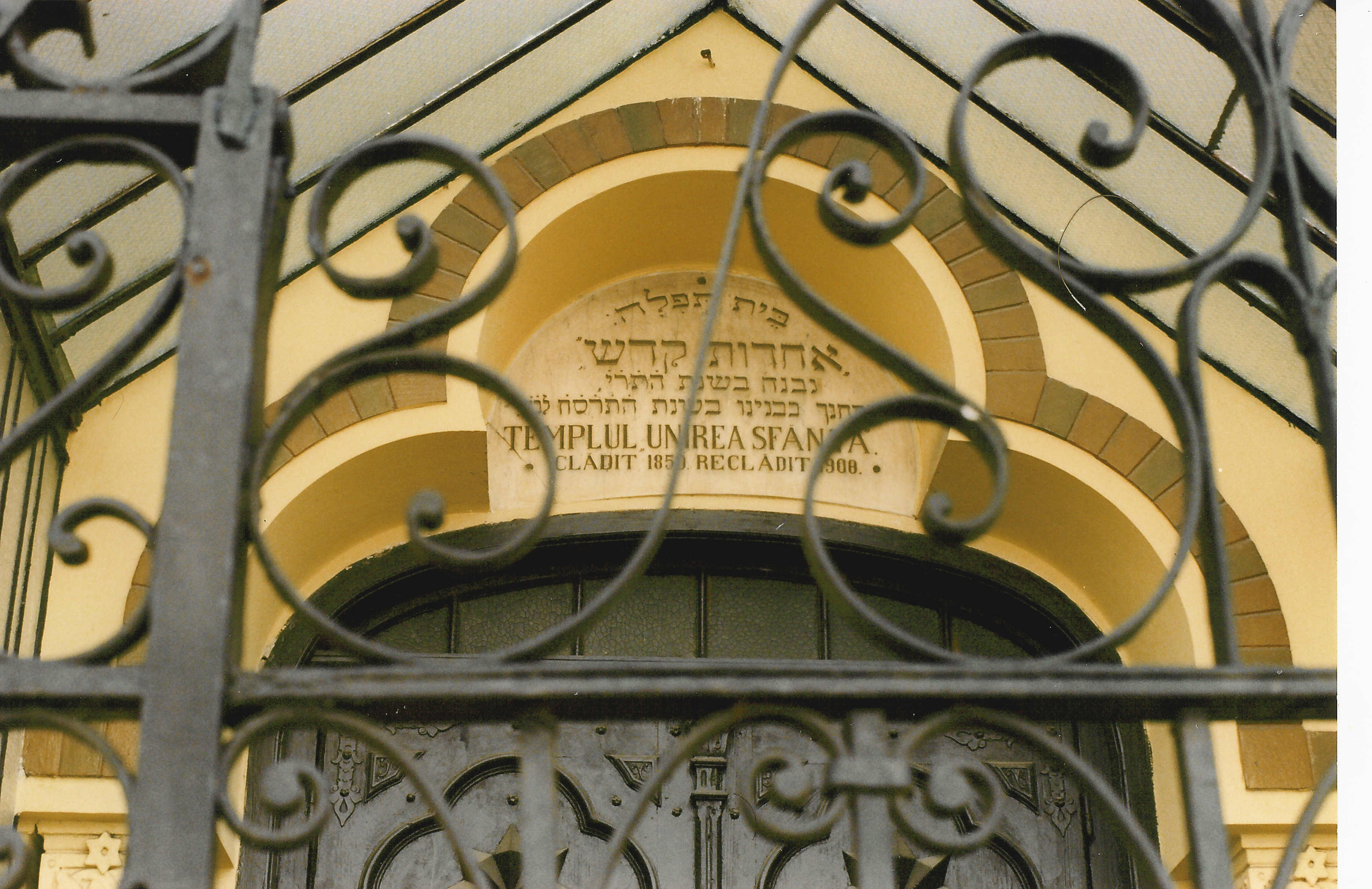
Plaque à l'entrée du musée

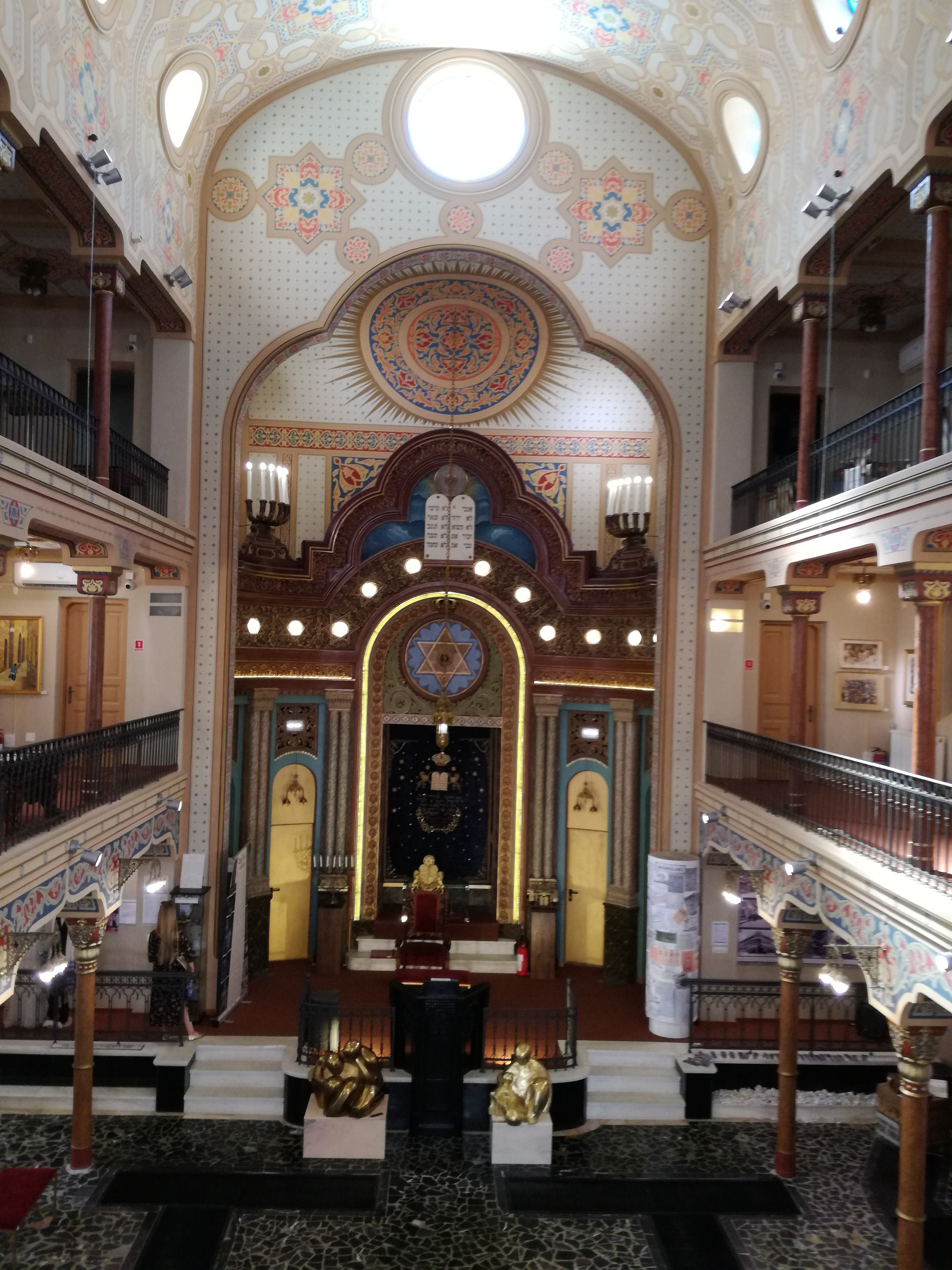
Intérieur du musée juif de Bucarest (07-2021)

Le Musée juif de Bucarest, capitale de la Roumanie, est un établissement de sauvegarde du patrimoine culturel et historique de la communauté juive de Roumanie. Il occupe l'ancienne synagogue de l'Union sacrée (en roumain : Unirea sfântă) qui n'a pas été endommagée durant la Seconde Guerre mondiale ni démolie durant les grands travaux du dictateur communiste Nicolae Ceaușescu.
Le musée porte également le nom de musée d'Histoire de la Communauté juive roumaine (Muzeul de Istorie al Comunității Evreiești.)

## Collections
Le musée décrit l'histoire des juifs installés dans le pays depuis l'Antiquité ainsi que leur contribution à la culture roumaine.
On y trouve une large collection d'objets rituels collectés par le grand-rabbin de Roumanie Moses Rosen (en) (1912–1994), un très grand nombre de livres et d'archives sur la communauté juive du pays, ainsi qu'une collection de tableaux de peintres juifs roumains. Certains de ces artistes d'une grande importance pour le pays sont également exposés au musée national d'Art de Roumanie.
Une partie de l'exposition traite notamment de l'histoire du théâtre national juif (en), témoin de la vitalité de la communauté du XIXe au milieu du XXe siècle. Une autre partie du musée traite de la Shoah en Roumanie qui toucha durement les Juifs du pays dont le nombre s'élevait à 756 930 avant-guerre contre 356 237 en 1941 (après la perte de la plupart des territoires à forte densité juive), et seulement 146 274 recensement de 1956. Au fil des années, la communauté s'est étiolée, émigrant vers Israël, la France ou les États-Unis : le recensement de 2002 ne trouve que 6 179 Juifs et celui de 2011, à peine 3 271.
En 2000, le musée a subi un acte de vandalisme médiatisé, probablement commis par antisémitisme.